# آنتی تولنهیمو
آنتی تولنهیمو (انگلیسی: Antti Tulenheimo؛ ۴ دسامبر ۱۸۷۹ – ۳ سپتامبر ۱۹۵۲) یک سیاست‌مدار اهل فنلاند بود.